# 17103 Кадирсізова
17103 Кадирсізова (17103 Kadyrsizova) — астероїд головного поясу, відкритий 10 травня 1999 року.
Тіссеранів параметр щодо Юпітера — 3,305.